# Charles Trowbridge
Charles (Silas Richard) Trowbridge, né le 10 janvier 1882 à Veracruz (État de Veracruz, Mexique), mort le 30 avril 1967 à Los Angeles (Californie, États-Unis), est un acteur américain.

## Biographie
Au théâtre, Charles Trowbride débute à Broadway (New York) en 1913 — dans The Marriage Game, avec Alison Skipworth — ; il y joue jusqu'en 1934, dans vingt-quatre pièces et une comédie musicale (Just Because en 1922). Parmi ses partenaires sur les planches, citons encore Ruth Chatterton (ex. : Daddy Long Legs en 1914-1915) et Walter Connolly (ex. : Ladies Leave en 1929).
Au cinéma, il participe à plus de deux-cents films américains, dans des seconds rôles de caractère, ou dans des petits rôles (parfois non crédités). Après huit premiers films muets, entre 1915 et 1922, il revient à l'écran en 1931. Son ultime prestation (un petit rôle) est dans La Dernière Fanfare (1958, avec Spencer Tracy) de John Ford, avec lequel il avait déjà collaboré auparavant (ex. : le film de guerre Les Sacrifiés en 1945, avec John Wayne et Robert Montgomery, ce dernier également coréalisateur).
Au sein de la filmographie de Charles Trowbridge, mentionnons aussi, entre autres, les réalisateurs Jack Conway (ex. : Une fine mouche en 1936, avec Jean Harlow), Edmund Goulding (ex. : Le Grand Mensonge en 1941, avec Bette Davis), ou encore Elia Kazan, à l'occasion d'un western — genre auquel l'acteur contribue assez régulièrement —, Le Maître de la prairie (1947, avec Katharine Hepburn et Spencer Tracy).
Il se retire après une unique apparition (un petit rôle, là aussi) à la télévision, dans un épisode — diffusé en 1959 — de la série-western Riverboat (en).

## Filmographie partielle
- 1915 : Prohibition de Hal Reid
- 1931 : Honor Among Lovers de Dorothy Arzner
- 1931 : I Take This Woman de Marion Gering
- 1931 : The Secret Call de Stuart Walker
- 1935 : Les Mains d'Orlac (Mad Love) de Karl Freund
- 1935 : Code secret de William K. Howard, Lawrence Weingarten et Sam Wood
- 1935 : On a volé les perles Koronoff (Whipsaw) de Sam Wood
- 1935 : It's in the Air de Charles Reisner
- 1935 : Vivre sa vie (I live my Life) de W. S. Van Dyke
- 1936 : L'Enchanteresse (The Gorgeous Hussy) de Clarence Brown
- 1936 : Robin des Bois d'El Dorado (The Robin Hood of El Dorado) de William A. Wellman
- 1936 : Une fine mouche (Libeled Lady) de Jack Conway
- 1936 : Le Grand Ziegfeld (The Great Ziegfeld) de Robert Z. Leonard
- 1936 : Sa femme et sa secrétaire (Wife vs. Secretary) de Clarence Brown
- 1936 : L'Affaire Garden (The Garden Murder Case), d'Edwin L. Marin
- 1937 : La Treizième Chaise (The Thirteenth Chair) de George B. Seitz
- 1937 : Capitaines courageux (Captains Courageous) de Victor Fleming
- 1937 : Espionnage de Kurt Neumann
- 1937 : Fit for a King d'Edward Sedgwick
- 1937 : L'Île du diable (Alcatraz Island) de William C. McGann
- 1937 : Une certaine femme (That Certain Woman) d'Edmund Goulding
- 1937 : Un jour aux courses (A Day at the Races) de Sam Wood
- 1938 : The Invisible Menace de John Farrow
- 1938 : Gang Bullets (en) de Lambert Hillyer
- 1938 : Les Flibustiers (The Buccaneer) de Cecil B. DeMille
- 1938 : L'École du crime (Crime School) de Lewis Seiler
- 1938 : La Loi de la pègre (Gangs of New York) de James Cruze
- 1938 : Quatre au paradis (Four's a Crowd) de Michael Curtiz
- 1938 : Patrouille en mer (Submarine Patrol) de John Ford
- 1938 : Les Anges aux figures sales (Angels with Dirty Faces) de Michael Curtiz
- 1938 : Menaces sur la ville (Racket Busters) de Lloyd Bacon
- 1938 : Nancy Drew... Detective de William Clemens
- 1939 : La Dame des tropiques (Lady of the Tropics) de Jack Conway
- 1939 : Et la parole fut (The Story of Alexander Graham Bell) d'Irving Cummings
- 1939 : À chaque aube je meurs (Each Dawn I die) de William Keighley
- 1939 : Les Aveux d'un espion nazi (Confessions of a Nazy Spy) d'Anatole Litvak
- 1939 : Hôtel pour femmes (Hotel for Women) de Gregory Ratoff
- 1939 : Hommes sans loi (King of the Underworld) de Lewis Seiler
- 1939 : On Trial, de Terry O. Morse
- 1939 : Celui qui avait tué la mort (The Man They Could Not Hang) de Nick Grinde
- 1939 : Le Roi de Chinatown (King of Chinatown) de Nick Grinde
- 1939 : Swanee River de Sidney Lanfield
- 1940 : My Love Came Back de Curtis Bernhardt
- 1940 : The Fatal Hour de William Nigh
- 1940 : Sur la piste des vigilants (Trail of the Vigilantes) d'Allan Dwan
- 1940 : Johnny Apollo d'Henry Hathaway
- 1940 : La Caravane héroïque (Virginia City) de Michael Curtiz
- 1940 : La Main de la momie (The Mummy's Hand) de Christy Cabanne
- 1940 : Le Fils de Monte-Cristo (The Son of Monte Cristo) de Rowland V. Lee
- 1940 : L'Homme que j'ai ressuscité (The Man with Nine Lives) de Nick Grinde
- 1940 : Before I Hang de Nick Grinde
- 1940 : Une petite ville sans histoire (Our Town) de Sam Wood
- 1940 : André Hardy va dans le monde (Andy Hardy meets Debutante) de George B. Seitz
- 1940 : La Maison aux sept pignons  de Joe May
- 1941 : La Reine des rebelles (Belle Starr ou Belle Starr, the Bandit Queen) de Irving Cummings
- 1941 : Évitons le scandale ! (Design for Scandal) de Norman Taurog
- 1941 : Sergent York (Sergeant York) de Howard Hawks
- 1941 : Quel pétard ! (Great Guns) de Monty Banks
- 1941 : Dressed to Kill de Eugene Forde
- 1941 : Le Grand Mensonge (The Great Lie) de Edmund Goulding
- 1942 : La Sentinelle du Pacifique (Wake Island) de John Farrow
- 1942 : Tennessee Johnson de William Dieterle
- 1942 : Blue, White and Perfect de Herbert I. Leeds
- 1943 : Mission à Moscou (Mission to Moscow) de Michael Curtiz
- 1943 : Convoi vers la Russie (Action in the North Atlantic) de Lloyd Bacon
- 1944 : Alerte aux marines (The Fighting Seabees) de Edward Ludwig
- 1944 : Captain America d'Elmer Clifton et John English
- 1944 : Faces in the Fog de John English
- 1944 : L'Aveu (Summer Storm) de Douglas Sirk
- 1945 : Les Sacrifiés (They were Expendable) de John Ford et Robert Montgomery
- 1945 : Le Roman de Mildred Pierce (Mildred Pierce) de Michael Curtiz
- 1946 : Shock de Alfred L. Werker
- 1946 : The Hoodlum Saint de Norman Taurog
- 1946 : Lame de fond (Undercurrent) de Vincente Minnelli
- 1947 : Le Maître de la prairie (The Sea of Grass) d'Elia Kazan
- 1947 : Au carrefour du siècle (The Beginning or the End) de Norman Taurog
- 1947 : Deux Nigauds démobilisés (Buck Privates Come Home) de Charles Barton
- 1947 : Taïkoun (Tycoon) de Richard Wallace
- 1947 : Tarzan et la Chasseresse (Tarzan and the Huntress) de Kurt Neumann
- 1947 : J'accuse cette femme (Mr. District Attorney) de Robert B. Sinclair
- 1947 : La Vie secrète de Walter Mitty (The Secret Life of Walter Mitty) de Norman Z. McLeod
- 1947 : Bel-Ami (The Private Affairs of Bel Ami) de Albert Lewin
- 1947 : Le Gagnant du Kentucky (Black Gold) de Phil Karlson
- 1948 : Visage pâle (The Paleface) de Norman Z. McLeod
- 1948 : Le Balafré (Hollow Triumph) de Steve Sekely
- 1949 : Le Rebelle (The Fountainhead) de King Vidor
- 1950 : Planqué malgré lui (When Willie comes Marching Home) de John Ford
- 1952 : La Hyène du Missouri (The Bushwhackers) de Rodney Amateau
- 1957 : L'aigle vole au soleil (The Wings of Eagles) de John Ford
- 1958 : La Dernière Fanfare (The Last Hurrah) de John Ford

## Théâtre (à Broadway)
Pièces, sauf mention contraire

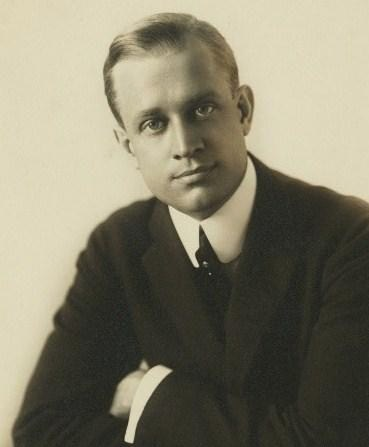
Photographié vers 1920

- 1913-1914 : The Marriage Game d'Anne Crawford Flexner, avec Alison Skipworth
- 1914-1915 : Daddy Long Legs de Jean Webster (d'après son roman éponyme, plusieurs fois adapté au cinéma), avec Ruth Chatterton, Charles Waldron, Cora Witherspoon
- 1916-1917 : Come Out of the Kitchen d'A.E. Thomas, avec Ruth Chatterton, Walter Connolly
- 1917 : This Way Out de Frank Craven, avec David Burton, Frank Craven, Walter Baldwin
- 1918 : Why Worry ? de Montague Glass (en) et Jules Eckert Goodman, avec Fanny Brice
- 1918 : Daddy Long Legs de Jean Webster, reprise, avec Ruth Chatterton, Cora Witherspoon
- 1919 : Moonlight and Honeysuckle de George Scarborough, avec Ruth Chatterton, Lucile Watson
- 1920-1921 : The Broken Wing de Paul Dickey et Charles W. Goddard, avec George Abbott, Louis Wolheim
- 1922 : Just Because,  'comédie musicale', musique de Madelyn Sheppard, lyrics d'Helen S. Woodruff, livret d'Anna Wynne O'Ryan et Helen S. Woodruff, avec Olin Howland, Queenie Smith
- 1922 : The Night Call d'Adeline Hendricks, avec Brandon Hurst
- 1922-1923 : The Last Warning de Thomas F. Fallon, d'après The House of Fear de Wadsworth Camp
- 1923-1924 : The Lullaby d'Edward Knoblauch, avec Rose Hobart, Frank Morgan
- 1924 : Sweet Seventeen de Leonidas Westervelt, John Clements (en), Harvey J. O'Higgins et Harriet Ford
- 1924 : The Locked Door de Martin Lawton
- 1925 : The Backslapper de Paul Dickey et Mann Page, avec Lee Patrick
- 1925 : It all depends de Kate McLaurin, mise en scène de John Cromwell, avec Katharine Alexander, Lee Patrick
- 1925-1926 : Craig's Wife de George Kelly, avec Josephine Hull
- 1928 : We never learn de Daisy Wolf, avec Elisabeth Risdon
- 1928 : The Behavior of Mrs. Crane de Harry Segall, avec Walter Connolly, Isobel Elsom
- 1928-1929 : Congai de Harry Hervey et Carleton Hildreth, mise en scène de Rouben Mamoulian
- 1929 : Ladies Leave de Sophie Treadwell, avec Walter Connolly, Henry Hull
- 1930 : The Boundary Line de Dana Burnet, avec Katharine Alexander, Otto Kruger
- 1931 : Ladies of Creation de (et mise en scène par) Gladys Unger, avec Spring Byington
- 1932-1933 : Dinner at Eight de George S. Kaufman et Edna Ferber, avec Constance Collier, Paul Harvey, Sam Levene, Cesar Romero, Conway Tearle (adaptée au cinéma en 1933)
- 1934 : Mackerel Skies de John Haggart, avec Violet Kemble-Cooper, Tom Powers, Cora Witherspoon
- 1934 : I, Myself d'Adelyn Bushell, avec Walter Baldwin